# Maggie Snowling
Margaret Jean Snowling (15 de julio de 1955 (69 años) es una psicóloga inglesa y rectora del St John's College, Oxford. Completó su PhD por la University College London (UCL) y realiza investigaciones en dislexia.
Mientras decana del St John's College, Oxford, promovió, en gran medida, los Eventos Mujeres de 2000", una serie de celebraciones para galardonar las 2000 mujeres matriculadas, en la Facultad desde 1979, cuando las mujeres se admitieron por primera vez a la universidad.
En 2016, Snowling fue nombrada comendadora de la Orden del Imperio Británico (CBE) en los 2016 honores de cumpleaños por servicios a la ciencia y a la comprensión de la dislexia.

## Honores

### Membresías
- Academia Británica.
- AcademIA de Ciencias Médicas.[7]

### Galardones
- 2013: premio Lady Radnor de Dyslexia Action por sus contribuciones al estudio de la dislexia,
- 1997: Marion Welchman Award de la Asociación Británica de Dislexia
- 2003: premio del Presidente de la British Psychological Society.
- 2005: premio Samuel T. Orton por la International Dyslexia Association.[8]